# Kosovčica
Kosovčica je rijeka u Hrvatskoj. Glavno vrelo Kosovčice je u Riđanima kod Borića u blizini Knina. Ovo vrelo kao i niz susjednih u jugoistočnom rubu polja uvjetovano je kontaktom vapnenaca s nepropusnim verfenskim i dolomitičnim naslagama u podlozi.
Kosovčica sabire vodu i s brojnih vrela sa zapadne i istočne strane Kosova polja te iz središnjeg dijela ravni podno verfenskih glavica. Na zapadnom rubu Kosova polja javlja se šest nestalnih vrela, a na istočnom sedam, od kojih su neka stalna. Ova su vrela na kontaktu višeg vapnenačkog okvira s nižim nepropusnim trijaskim naslagama.
Ljeti joj je protok vrlo slab, ali u kasnu jesen i proljeće nabuja pa poplavi donji dio polja prije utoka u Krku. Razlivena voda Kosovčice napaja Šarena jezera i Burumsko jezero.
Kosovčica je zanimljiv i slikovit vodeni tok. Ulijeva se u Krku u blizini Kapitula kod Knina.
Duga je 15 kilometara i nikada ne presušuje.